# Compañía del Santo Sacramento
La Compañía del Santo Sacramento es una sociedad secreta católica fundada en 1630, 1 por Henri de Lévis, duque de Ventadour y disuelta en 1666 por Luis XIV. Se nombra en honor de la Eucaristía, que es la fuente y la cumbre de la vida de la Iglesia católica. Está compuesto de notables, miembros del clero o devotos laicos, por lo que se llama «Partido de devotos».
La creación y el trabajo de la Compañía son parte del movimiento de la Reforma católica nacido de la voluntad de reformar el Concilio de Trento en medio del siglo XVI en reacción al nacimiento del protestantismo y en el contexto del nacimiento de la Escuela francesa de espiritualidad. Es oficialmente una organización benéfica cuya misión es hacer «todo el bien posible y eliminar todo el mal posible» se trata sobre todo de un medio indirecto por el papa, que ve en ella una manera de compensar a La Inquisición que se ha convertido en una prerrogativa del estado. Roma apoya esta sociedad secreta en su política de represión contra los disidentes, especialmente la lucha contra los protestantes, fomentando la denuncia, condena y ejecución de «personas que no respetaron la religión».
La creación de la Sociedad de las Misiones Extranjeras de París, en 1658 se logró en gran parte debido al apoyo de los miembros de la Compañía a los que pertenecen dos de los fundadores de las Misiones Extranjeras de París, François Pallu y Pierre Lambert de la Motte. Este hecho recuerda la importancia de los asuntos de evangelización para la Compañía del Santo Sacramento. Se trata de René de Voyer de Paulmy d'Argenson que escribió: «que vio allí a su «Benjamín», el hijo más querido de su vejez, el trabajo más espiritual y el más completo de fe que había emprendido jamás.»

## Proyecto
René II de Voyer de Paulmy d'Argenson, es una de las principales fuentes de la historia de la Compañía, nos dice que «tomó por sus armas una figura de la Santa Hostia dentro de un sol».
Su propósito oficial era «aplicar la necesidad del prójimo en toda la medida de la caridad». Así, en 1656, bajo la presión de la Compañía, el cardenal Mazarino creó el Hospital General de París, bajo un liderazgo exclusivamente secular, y cuya acción, en principio, era ser benéfica —cuidar a los necesitados— fue gravemente criticada, con numerosas pruebas que lo respaldaban, ya que, de hecho, resultaron ser el principal instrumento de represión de los pobres y la exclusión social de los enfermos mentales por el Hospital General. Estos abrumadores hechos probablemente no fueron la voluntad de todos los miembros de la Compañía, sino una desviación de algunos de ellos.

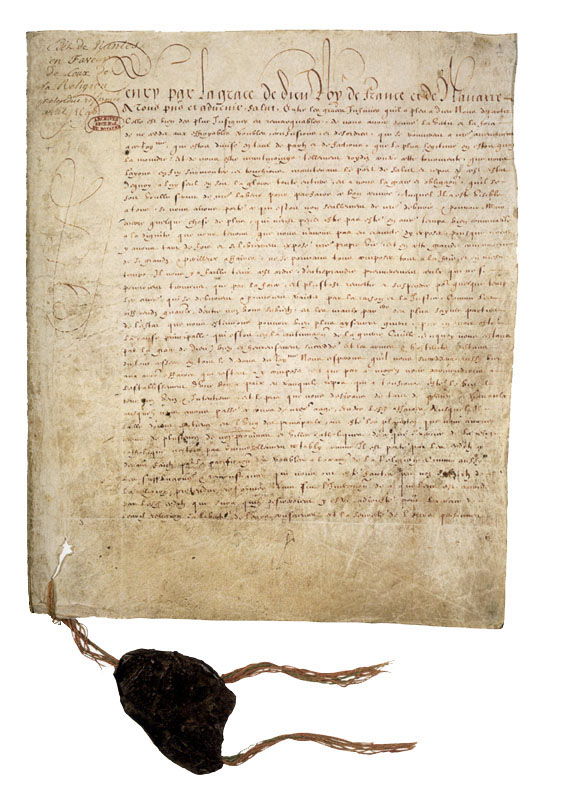
Edicto de Nantes.

En 1652, Jacques-Bénigne Bossuet expresó básicamente el proyecto de la Compañía del Santo Sacramento: «construir Jerusalén en medio de Babilonia». Además de la caridad activa y misionera, entendida por la voz de los hermanos de reprimir las malas costumbres y limitar estrictamente la libertad de los protestantes a los derechos garantizados por el Edicto de Nantes. Si la Compañía cultivó el secreto, fue porque consideró que era: «el alma de la empresa ... permite la liberación de las obras de daño del amor propio»: como Dios escondido en Jesucristo, un verdadero modelo a seguir. La Compañía también revive la devoción al Niño Jesús modelo de caridad silenciosa y mística, cristocentrismo, sobre todo bajo la dirección de Gaston de Renty vinculados al Carmelo de Beaune y la madre Margarita del Santo Sacramento.
Pero la Compañía era sobre todo para sus miembros un medio de santificación. Las acciones llevadas a cabo discretamente por cada hermano estaban condenadas a eso. Además, la Compañía funcionaba como una verdadera hermandad, los hermanos vivos se entregan a la oración por la salvación de los antiguos hermanos fallecidos, y los muertos actúan en intercesión en el Cielo. La Compañía practicaba la «corrección fraterna» : cada uno escogía un amigo entre sus colegas «para estar alerta a sus deficiencias y recibir a través de él la ayuda de socorro de la corrección fraternal».
Comprometida con la defensa de la buena moral en la sociedad como un todo, la compañía logró prohibir los duelos y atacar cualquier cosa que pudiera favorecer la concesión de licencias o escándalos, incluido el teatro, el uso de máscaras y la cause grasse en tiempos de Carnaval. También trabajó la compañía en la creación de un seminario en cada diócesis.

## Ubicación y red
La primera Compañía creada fue la de París entre 1627 y 1629 por iniciativa del Duque de Ventadour, que más tarde se convertiría en sacerdote. Pero la compañía parisina posteriormente drenó a muchas subsidiarias creadas en toda Francia por devotos. Las implantaciones en las provincias van desde 1629 hasta 1660.
La Compañía parisina tenía el control y las Compañías provinciales estaban obligadas a respetar la política y los estatutos de la de París. La organización de la red estaba centralizada y bien ramificada.

## Afiliación
La afiliación social de los hermanos muestra que esta sociedad era elitista. Hay pocos hermanos de la corte, pero muchos pertenecen a la gente y profesiones liberales. Hay tantos clérigos como laicos.
La compañía contó entre sus miembros a muchas personalidades destacadas del siglo XVII, entre ellas a:
- Henri de Lévis, duque de Ventadour ;
- Enrique II de Saboya-Nemours ;
- Jacques-Bénigne Bossuet (1627-1704), quien intentó limitar el libertinaje de Luis XIV y a su esposa Luisa de La Vallière entrar en un convento ;
- Vicente de Paul (1581-1660), canonizado en 1737;
- Armando de Borbón-Conti después de su conversión en 1655 fue miembro de la rama de Languedoc y admitido el 1 de julio de 1660 a la casa de París[11];
- René II de Voyer de Paulmy de Argenson (1623-1700), embajador en Venecia, redactor hasta fin de siglo de los Annales de la Compagnie du Saint-Sacrement, editados en 1900 por le R.P. Dom Henri Beauchet-Filleau;
- Louis Abelly, sacerdote de Saint-Josse, después obispo de Rodez;
- François de Montmorency-Laval, obispo de Pétrée y de Quebec;
- François Pallu, obispo de Héliopolis, y Pierre Lambert de la Motte, fundadores de la Sociedad de las Misiones Extranjeras de París ;
- Charles Démia, creador de escuelas primarias en Lyon.
- Francisco Luis de Borbón-Conti, príncipe de Conti 1685-1709

Como si quisiera liberarse de esta afiliación a menudo mundana, la Compañía del Santo Sacramento borra la procedencia del rango social. Si el príncipe de Conti llega tarde durante una sesión, tiene que sentarse donde haya lugar. La Compañía da así la impresión de reconectarse con la Iglesia primitiva. Los sirvientes que acompañaban a los hermanos el jueves tenían una sala específica para catequizar.

## Disolución de la Compañía
Al principio, el cardenal Richelieu, Luis XIII de Francia y el papa Urbano VIII apoyaron su creación, el trabajo de la Compañía formó parte de la reforma religiosa del Concilio de Trento y obviamente también fue perseguido por el poder real y el papa. Sin embargo, pronto fue objeto de una gran sospecha. Mazarino sospechaba que una «camarilla de devotos», el «grupo devoto», incluidos muchos ex rebeldes, estaba a favor del rey de España Felipe IV, contra el cual Francia estaba en guerra. El poder, junto con Jean-Baptiste Colbert también, comenzó a temer a la Compañía como un «estado en el estado» que tomaba directivas sin informar al rey.
De la misma manera, la Compañía preocupó a la jerarquía del clero y en particular al arzobispo de París porque intervino en dominios que estos consideraban de su jurisdicción:

Pertenece a Francia y únicamente a los obispos el juzgar el contenido de la fe [...] de donde se deduce que si hay personas en las diócesis que violan los contenidos de los secretos la Santa Sede [...] ello no pertenece a las personas particulares, laicos, y aún menos a las mujeres o niñas declaradas herejes, ni tratarlas como si estuvieran convencidos de su  herejía; no les corresponde a ellos publicar que deben huir como los excomulgados, que no deben tener ninguna unión con su compañía, que no deben escuchar su misa si son sacerdotes, que sus absoluciones son nulas, que no está permitido recibir los sacramentos de sus manos.

En 1660, el cardenal Mazarino intentó disolver la Compañía al prohibir todas las sociedades secretas, pero ella se resistió. René II de Voyer de Argenson dijo: «Del 26 de septiembre [de 1664], el día domingo. Aprendí que el cardenal Mazarino había dicho a la princesa de Conti, su sobrina, que había hecho un gran golpe de estado, de haber roto las juntas de la Compañía del Santo Sacramento; que la Liga había tenido un comienzo menor, y que no sería digno de su ministerio si no hubiera destruido todas estas camarillas de devotos». La Compañía finalmente fue oficialmente disuelta por Luis XIV en 1666 después de la muerte de Ana de Austria quien, según algunos historiadores, había apoyado a la Compañía, siendo ella misma devota.

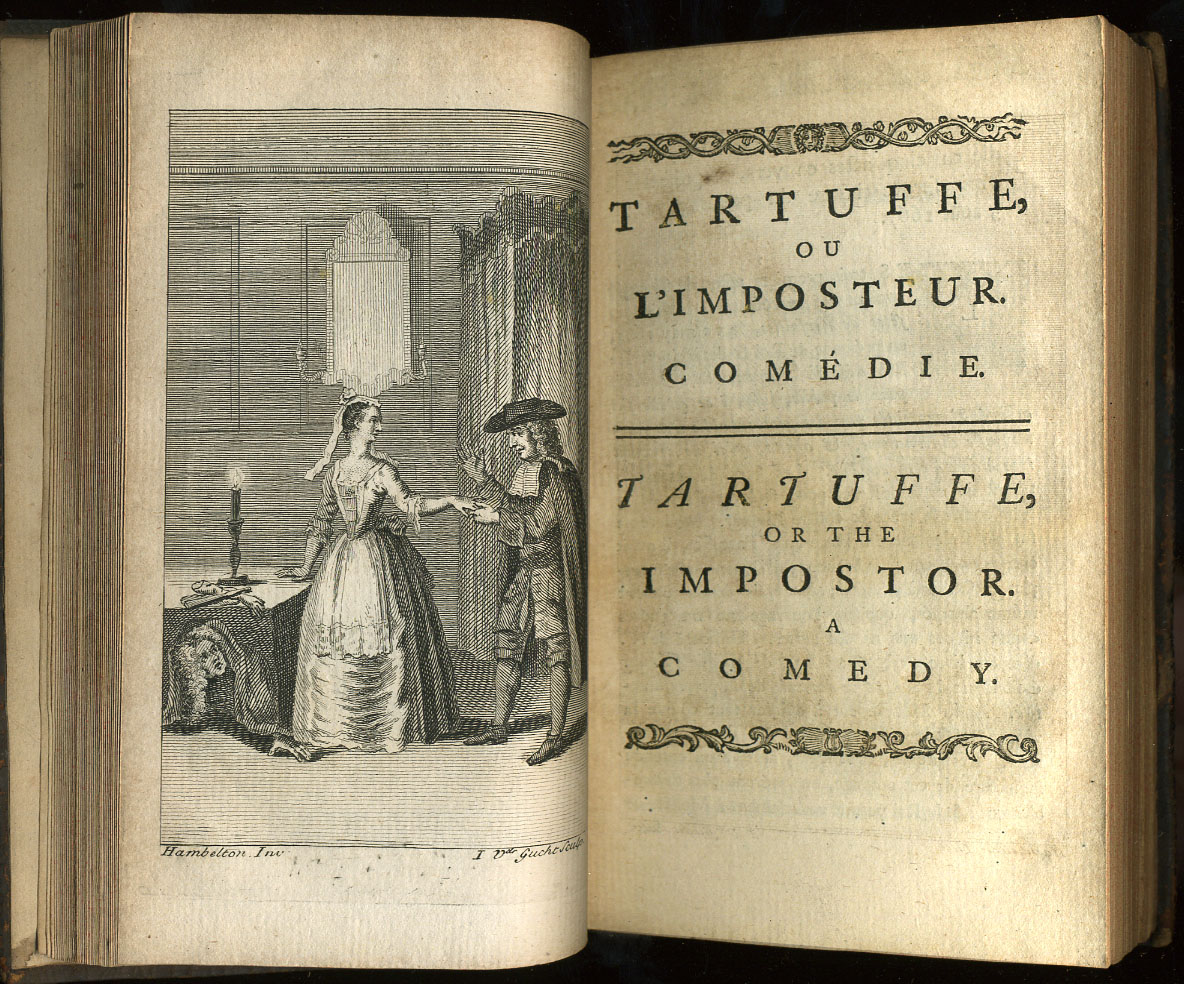
Tartufo o El Impostor de Molière, edición de 1739 (en francés e inglés).

La Compañía del Santo Sacramento es sobre todo conocida por sus ataques contra el Tartufo de Molière. Este último, de hecho, se opuso a su manera al escribir esta pieza; Molière denuncia los «falsos devotos» y la hipocresía religiosa a través del personaje principal de Tartufo que se beneficia, al amparo de la virtud religiosa falsa, de la debilidad de las mentes y toma la dirección de las conciencias. En su reunión del 17 de abril de 1664, la Compañía de París decidió evitar por todos los medios la representación de la obra de Molière. El cardenal de París, monseñor Beaumont persuadió a Luis XIV para prohibir los espectáculos públicos de la obra desde 1664, pero Molière finalmente pudo reproducir el Tartufo sin problemas desde 1669 tras la disolución formal de la compañía y el apoyo del rey.
Hoy, mediante la contextualización, algunos observadores consideran que los ataques de Molière no se serían realmente contra los «falsos devotos», sino contra los excesos de los verdaderos devotos. Sabemos que la compañía siguió luchando contra, los blasfemadores, los duelistas, los libertinos, comerciantes de carne que no respetaban la cuaresma, los inquilinos de cabaret, los vestidos muy escotados... También condenó el uso de tabaco, las canciones de los vendedores ambulantes. Así, en Marsella en 1647, «Fust resolvió trabajar para suprimir esta gran inmodestia de la desnudez de las mujeres».
Comparar los versos de Tartufo de Molière:
«Cúbrete el seno, que yo no pueda verlo.

Las almas caen heridas con semejantes visiones

que excitan pensamientos pecaminosos.»
Esto está confirmado por los Papiers des devots de Lyon. Así, El estado de las obras emprendidas por la Compañía alrededor de 1694 especifica: 

10°-Los baños públicos son escandalosos por la mezcla de sexos; vemos, en el verano, muchachos de 15, 20 e incluso hombres maduros desnudos en los muelles, en los botes y cerca de las plataformas, a la vista de todos, lo cual es un infame espectáculo para cristianos y muy peligroso para la pureza de los jóvenes que toman malas impresiones. No hay nada más que la autoridad del Rey que pueda remediarlo.

Por sus críticas recurrentes, la Compañía del Santo Sacramento había hecho muchos enemigos que terminaron por obtener su disolución.

## Controversias historiográficas
La historiografía tradicional de la Compañía ha caricaturizado únicamente elementos de mala reputación. Fue acusada de jugar el juego de la Inquisición, derramando sangre, siendo integrista o apoyando un austero orden moral.
La acción de la Compañía es, por lo tanto, controvertida. Su práctica del secreto empujó al poder real a cuestionarlo como una tendencia a la subversión del orden político. Los críticos de la Compañía argumentan que habría respaldado un orden político subversivo debido a la infidelidad de la ultracatólica España y Roma.
El historiador Michel Vergé-Franceschi, en particular, argumentó en contra de la Compañía, en la persona de Nicolas Fouquet, que habría sido el verdadero líder de este partido devoto, lo que finalmente habría legitimado su arresto por parte de Luis XIV en septiembre de 1661.
Sin embargo, no está probado que Fouquet fuera un devoto de la compañía. Alain Tallon, que estudió metódicamente la obra de la Compañía, enfatiza que el propósito de la Compañía era principalmente actuar sobre la sociedad, no sobre la política estatal, que la Compañía respetaba. Para él, la práctica del secreto por parte de los hermanos era únicamente un medio de actuar con discreción en los fines de la santificación, que garantizaba una cierta humildad en la acción y evitaba el uso, con fines personales, de las acciones emprendidas por el Compañía.
Jean-Pierre Gutton en su trabajo sobre los devotos del siglo XVII y el hospital de Lyon, propuso un análisis bastante fino de la Compañía y el medio devoto. Las sucursales unidas a la Compañía matriz de París atravesaron por corrientes contradictorias que van desde el jansenismo a enfoques auténticamente místicos. Algunos hermanos, en fidelidad a la Edad Media, defendieron la vieja imagen de los pobres a los que se cuida, mientras que otros más modernos querían educar y corregir a los pobres. Michel Foucault escribió:«El deseo de educar a los pobres para convertirlos en un sujeto moral es posible únicamente en la medida en que ha dejado de ser en la tierra la presencia invisible de Dios y esa miseria ha perdido su significado místico.»
La compañía está prohibida en el momento en que la modernidad inventa la vigilancia de los pobres por parte del estado. Algunos miembros de las compañías crean el hospital general, pero su creación llega al final de la Compañía. Las nuevas políticas reales despojan a la sociedad local del cuidado del otro, los pobres pertenecen a las instituciones públicas, la solidaridad local tradicional se borra ante las prerrogativas del Estado que promueve al Rey Sol. La creación de la Compañía del Santo Sacramento testificó la solidaridad de la proximidad aún viva en medio del Gran Siglo, su fin inaugura el centralismo francés.